# Ma femme est un gangster 3
Série
Ma femme est un gangster 2
(2003)
Pour plus de détails, voir Fiche technique et Distribution.
Ma femme est un gangster 3 (조폭 마누라 3, Jopog manura 3) est un film sino-sud-coréen réalisé par Cho Jin-gyu, sorti en 2006.
C'est la suite de Ma femme est un gangster, sorti en 2001 et de Ma femme est un gangster 2, sorti en 2003. Les acteurs principaux du film sont Shu Qi, Beom-su Lee, Yeong Hyeon et Ji-ho Oh.

## Synopsis
Aryoung, fille d'un ponte d'une triade chinoise, est accusée d'avoir tué le chef d'un gang ennemi. Pour sa protection, elle est envoyée en Corée du Sud chez Mr Yang, un ami de son père. Celui-ci met au service d'Aryoung, impétueuse et rebelle, son numéro 3 et son équipe, une bande de gangsters de bas-étage, aussi maladroits que machos. Mais bientôt une meute de tueurs professionnels la poursuit...

## Fiche technique
- Société de distribution : Showbox